# Lovely
Lovely (ungefär härlig, underbar) är en fiktiv mikronation i London som bildades år 2005 i samband med inspelningen av en tv-serie om hur man skapar ett land (How To Start Your Own Country).
Programledaren och landets grundare, Danny Wallace är även landets självutnämnde regent, med titeln King Danny Wallace I of Lovely. Landet har 58 165 medborgare enligt den officiella webbplatsen, där det också går att ansöka om medborgarskap.